# 加藤武司
加藤 武司（かとう たけし、1942年〈昭和17年〉9月25日 - 1982年〈昭和57年〉7月24日）は、日本の体操競技選手。愛知県知多郡大高町（現・名古屋市緑区）出身。1968年メキシコシティーオリンピック体操男子団体金メダリスト。妻は1964年東京オリンピック体操女子団体銅メダリストの加藤（旧姓・辻）宏子。早稲田大学卒業。

## 経歴
東京オリンピックは補欠で出場できず、翌年に早大（夜間課程）を卒業しソニーに嘱託社員扱いで入社。一般社員と同じように夕方まで勤務後、母校早大の体育館に通い練習していた。
1968年メキシコオリンピックの団体総合で金メダル、床で銅メダルを獲得し、夫婦メダリストとなった。他に個人総合5位、跳馬4位、平行棒4位、つり輪5位。
引退後、ソニーの正社員となったが、「男なら出世しなければならない。同僚に差をつけられてはダメだ。俺はオリンピックのせいで遅れている……」と妻に繰り返し、連日のように夜遅くまで働き、会社の定期健診で「胃がんの疑いがあり」といわれ入院。再診の結果は胃潰瘍で、胃を3分の2ほど切除した。入院生活を終えた1982年3月、ソニー本社の勤労課長に就任。さらに、母校の早大体操部OB会に出席しコーチ就任を打診され、近い将来引き受けることを約束した。
しかし同年5月に再入院し悪質な直腸がんのため余命3か月の宣告を受け、医師の宣告よりも1か月早く7月24日に死去。39歳没。
妻の宏子は「新技を積極的に磨くのではなく、同じ技を繰り返し練習する。夫はそういう選手でした」と語っている。